# Бірківська сільська рада (Любомльський район)
Бірківська сільська рада — колишня адміністративно-територіальна одиниця та орган місцевого самоврядування в Любомльському районі Волинської області (Україна) з адміністративним центром у селі Бірки.

## Історія
Історична дата утворення: 22 грудня 1986 року.
Припинила існування 23 листопада 2017 року через приєднання території до Любомльської міської громади Волинської області. Натомість утворено Бірківський старостинський округ при Любомльській міській громаді. 

## Населені пункти
Сільській раді підпорядковувались населені пункти:
- с. Бірки
- с. Скиби

## Склад ради
Рада складалась з 16 депутатів та голови.

### Керівний склад ради
| ПІБ                        | Основні відомості                                                                                  | Дата обрання | Дата звільнення |
| -------------------------- | -------------------------------------------------------------------------------------------------- | ------------ | --------------- |
| Лонюк Володимир Степанович | Сільський голова, 1964 року народження, освіта, член Всеукраїнського об'єднання «Батьківщина»      | 26.03.2006   | 31.10.2010      |
| Лонюк Володимир Степанович | Сільський голова, 1964 року народження, освіта вища, член Всеукраїнського об'єднання «Батьківщина» | 31.10.2010   |                 |

Примітка: таблиця складена за даними джерела

## Населення
Згідно з переписом УРСР 1989 року чисельність наявного населення села становила 1222 особи, з яких 604 чоловіки та 618 жінок.
За переписом населення України 2001 року в селі мешкало 1247 осіб.

### Мова
Розподіл населення за рідною мовою за даними перепису 2001 року:
| Мова       | Відсоток |
| ---------- | -------- |
| українська | 99,36 %  |
| російська  | 0,48 %   |
| білоруська | 0,08 %   |
| молдовська | 0,08 %   |